# Jean Mufraggi
Jean Mufraggi (Azzana, 12 novembre 1914 - Bordeaux, 19 novembre 2009) est un militaire français, Compagnon de la Libération. Déjà militaire au moment du déclenchement de la Seconde Guerre mondiale, il décide de rejoindre la France libre après avoir entendu l'appel du 18 juin et participe aux campagnes du Moyen-Orient, d'Afrique du Nord et de libération de la France. Restant dans l'armée après 1945, il participe à la guerre d'Indochine avant de prendre sa retraite.

## Biographie

### Jeunesse et engagement
Fils d'un adjudant-chef de gendarmerie, Jean Mufraggi naît le 12 novembre 1914 à Azzana en Corse. Il étudie à l'école des enfants de troupe de Saint-Hippolyte-du-Fort et au lycée militaire d'Autun puis s'engage le 17 janvier 1933 au 23e régiment d'infanterie coloniale. Il séjourne notamment au Maroc en 1935 puis en Afrique-Équatoriale française où il se trouve au moment où la Seconde Guerre mondiale éclate.

### Seconde Guerre mondiale
En 1940, il est en poste à Berbérati à la frontière de l'Oubangui-Chari et du Cameroun où il est sergent-chef, chef de section, au sein de la 2e compagnie du bataillon de tirailleurs de l'Oubangui. Entendant l'appel du général de Gaulle, il participe au ralliement de l'ouest de la colonie de l'Oubangui à la France libre en se joignant au groupe mobile Bouar-Berbérati commandé par le capitaine Robert de Roux. Le ralliement étant obtenu le 29 août 1940, les différentes troupes y ayant participé sont regroupées pour former le Bataillon de marche n° 2 (BM2) le 1er novembre. Affecté à la 5e compagnie de cette nouvelle unité, il participe à la campagne de Syrie au cours de laquelle il est blessé le 15 juin 1941. En convalescence, il est intégré à l'école des aspirants à Damas d'où il ressort avec ce grade en octobre. De retour à la 5e compagnie du BM2, il en devient l'adjoint du commandant et prend part à la guerre du désert en Libye. Du 27 mai au 11 juin, il s'illustre lors de la bataille de Bir Hakeim en repoussant un grand nombre d'attaques ennemies et en détruisant un char italien, actions qui lui valent plusieurs citations. Après des actions en Syrie, à Madagascar et en Oubangui-Chari, le BM2 débarque en France en janvier 1945 et participe à la libération du pays.
Envoyé sur le front de l'Atlantique, Mufraggi et son bataillon participent à la réduction de la poche de Royan. Le 15 avril, alors que le BM2 approche les faubourgs de Royan, la 5e compagnie s'empare des hameaux de la Boube et de Didonne à Saint-Georges-de-Didonne. Lors de cette attaque, François Valli, commandant de la compagnie, est grièvement blessé et doit être évacué. Le lieutenant Mufraggi prend alors le commandement et mène l'attaque à son terme, parvenant à percer les lignes ennemis et atteindre l'entrée de Royan. Du 30 avril au 7 mai 1945, Mufraggi et le BM2 participent cette fois à la réduction de la poche de La Rochelle.

### Après-guerre
En 1946, Jean Mufraggi est affecté au 8e régiment de tirailleurs sénégalais auquel le BM2 a été intégré. Ce régiment étant dissous en 1948, il est muté dans une autre unité avec laquelle il participe à la guerre d'Indochine de 1948 à 1950. Capitaine lorsqu'il prend sa retraite de l'armée en 1955, il se retire en Gironde. Il meurt à Bordeaux le 19 novembre 2009 et est inhumé à Louchats.

## Décorations
|  |  |  |
|  |  |  |

| Officier de la Légion d'honneur     | Officier de la Légion d'honneur     | Compagnon de la Libération                              | Compagnon de la Libération                              | Croix de guerre 1939-1945 | Croix de guerre 1939-1945 |
| Médaille de la Résistance française | Médaille de la Résistance française | Médaille coloniale Avec agrafes "Libye" et "Bir-Hakeim" | Médaille coloniale Avec agrafes "Libye" et "Bir-Hakeim" | Silver Star (États-Unis)  | Silver Star (États-Unis)  |